# 非整数进位制
非整数进位制是指底数不是正整數的进位制。對於一個非正整數的底數β > 1，以下的數值:
{\displaystyle x=d_{n}\dots d_{2}d_{1}d_{0}.d_{-1}d_{-2}\dots d_{-m}}
為
{\displaystyle x=\beta ^{n}d_{n}+\cdots +\beta ^{2}d_{2}+\beta d_{1}+d_{0}+\beta ^{-1}d_{-1}+\beta ^{-2}d_{-2}+\cdots +\beta ^{-m}d_{-m}.}
而數字di為小於β的非負整數。此進位制可以配合所使用β，稱為β进制或β展開，後者的名稱是數學家Rényi在1957年開始使用，而數學家Parry在1960年第一個進行相關的研究。每一個實數至少有一個β进位制的表示方式（也可能是無限多個）。
β进制可以應用在编码理论及準晶體模型的描述。

## 建構
β进制是十進制的延伸。十進制的表示法不唯一（例如，1.000... = 0.999...），不過所有有限位數的十進制表示法是唯一的。有限位數β进制就不一定有此特性，例如，在β = φ（黃金比例）時，φ + 1 = φ。
針對特定實數，選擇其β进制各位數的方式，可以用以下的贪心算法產生，本質上是來自Rényi (1957)，此處的公式則來自Frougny (1992)。
令β > 1是底數，x為非負的實數。令⌊x⌋是x的取整函数（小於等於x的最大整數），令{x} = x − ⌊x⌋是x的小數部份。存在一整數k使得βk ≤ x < βk+1。令
{\displaystyle d_{k}=\lfloor x/\beta ^{k}\rfloor }
且
{\displaystyle r_{k}=\{x/\beta ^{k}\}.\,}
針對k − 1 ≥  j > −∞，定義
{\displaystyle d_{j}=\lfloor \beta r_{j+1}\rfloor ,\quad r_{j}=\{\beta r_{j+1}\}.}
換句話說，x的正規β進制表示法可以用以下方式得到：先選擇最大的dk，使得βkdk ≤ x，再選擇最大的dk−1，使得βkdk + βk−1dk−1 ≤ x，以此類推。此作法會選擇可以表示x，字典序最大的字串。
若是整數進位制，以上方式會產生一般整數進位制下的數值。因此此建構方式將一般的演算法推廣到非整數的基底β。